# 21711 Wilfredwong
Wilfredwong (asteróide 21711) é um asteróide da cintura principal, a 2,0435499 UA. Possui uma excentricidade de 0,1723794 e um período orbital de 1 417,17 dias (3,88 anos).
Wilfredwong tem uma velocidade orbital média de 18,95465038 km/s e uma inclinação de 11,4134º.
Este asteróide foi descoberto em 7 de Setembro de 1999 por LINEAR.